# Ievgueni Malkine
Pour les articles homonymes, voir Malkine.
Ievgueni Vladimirovitch Malkine – forme de la transcription du russe en français de son patronyme original en alphabet cyrillique russe : Евгений Владимирович Малкин et également appelé en anglais : Evgeni Malkin – est un joueur professionnel russe de hockey sur glace qui joue principalement à la position centre mais a déjà évolué en tant qu'ailier. Il rejoint l'Amérique du Nord et la Ligue nationale de hockey pour la saison 2006-2007 après avoir été repêché à la seconde position en 2004 par les Penguins de Pittsburgh. Avec eux, il remporte la Coupe Stanley en 2008-2009 en étant sacré meilleur pointeur de la saison et meilleur joueur des séries éliminatoires. Il remporte également deux nouvelles Coupes Stanley en 2016 et 2017.
Il est l'unique joueur dans l'histoire de la LNH à avoir remporté trois coupes Stanley, deux fois le trophée Art-Ross, et une fois le trophée Hart, le trophée Ted-Lindsay et le trophée Calder .

## Biographie

### Ses débuts en Russie

#### Son enfance et les années en junior

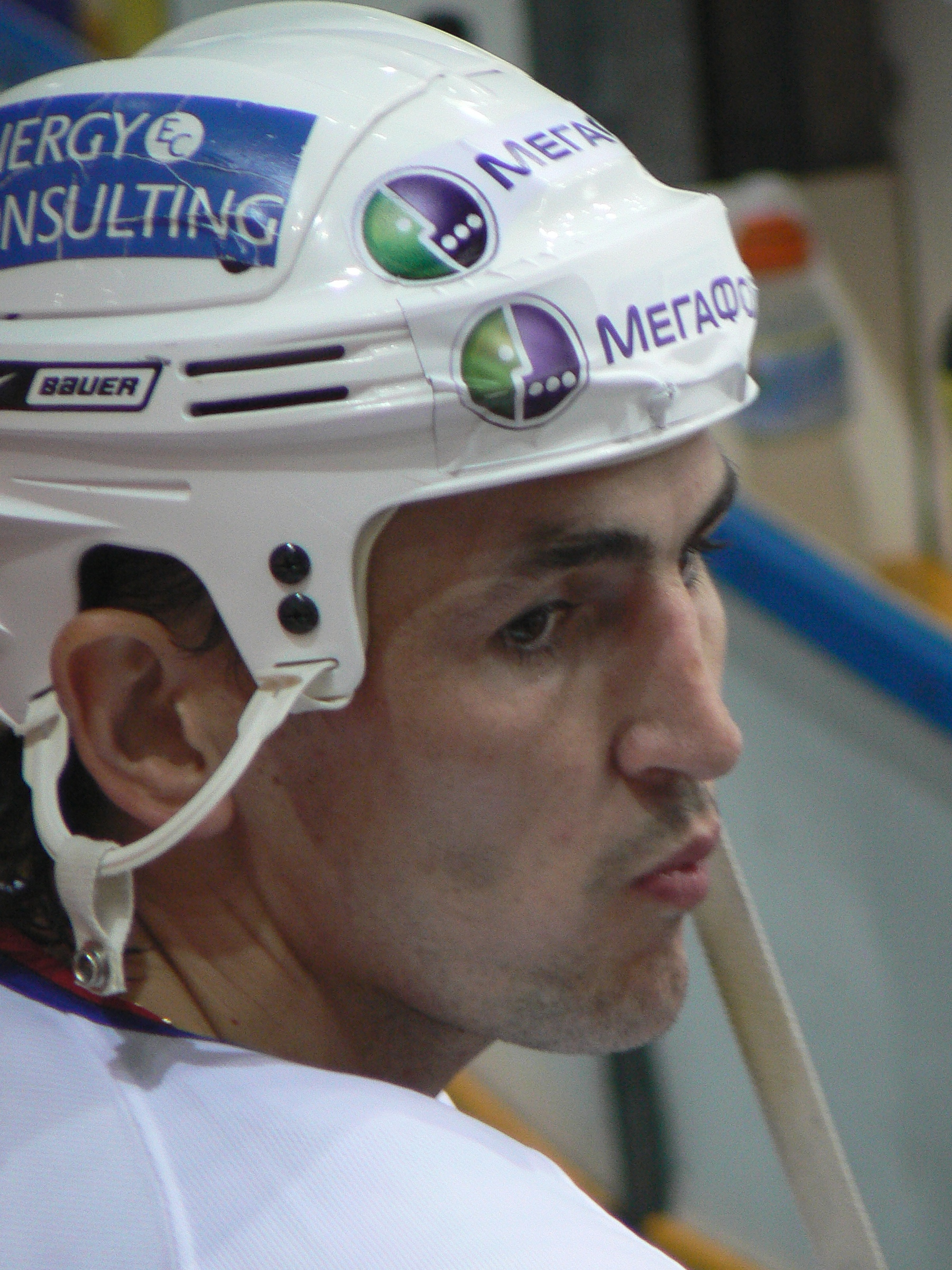
Malkine débute en élite Russe en 2003-2004 aux côtés de Ravil Gousmanov.

Ievgueni Vladimirovitch Malkine naît le 31 juillet 1986 à Magnitogorsk en URSS de Natalia et Vladimir Anatolievitch Malkine. Son père le met sur des patins à l'âge de 3 ans  et très vite le jeune Malkine ne veut plus quitter sa crosse, passant de longues heures sur la patinoire du quartier . À l'âge de 10 ans, alors qu'il a la jambe dans le plâtre, il demande à un ami de découper celui-ci tellement l'envie de jouer est forte et ses parents le retrouvent sur la glace avec son équipe quelques heures plus tard , boitant mais ayant remporté le prix du meilleur attaquant du tournoi.
Il rejoint dès l'âge de 17 ans les rangs junior du club de sa ville natale, le Metallourg Magnitogorsk  tout comme son père qui a également évolué en tant que défenseur pour cette équipe . Son frère Denis, d'un an son ainé, joue au hockey avec lui dans les premiers années mais n'a jamais percé au niveau professionnel .
La même saison, Evgeni fait ses débuts sur le plan international en jouant avec l'équipe de Russie des moins de 18 ans lors du championnat du monde 2003 qui se joue à Iaroslavl en Russie. Malkine évolue aux côtés d'Aleksandr Ovetchkine et la Russie devient favorite du tournoi après avoir battu en phase de poule le Canada. Ils perdent en demi-finale contre les Slovaques 2-1 à la suite d'une séance de tirs de fusillade. Par la suite, les Russes remportent la médaille de bronze en battant 6 à 3 les États-Unis. Malkine, auteur de cinq buts et quatre passes décisives se classe neuvième pointeur de la compétition. Au cours de cette saison 2002-2003, Malkine évolue avec l'équipe réserve du Magnitogorsk dans la troisième division de Russie, la Pervaïa Liga.

#### La première saison professionnelle (2003-2004) et le repêchage en LNH
Il rejoint les rangs de l'équipe première de son club pour la saison 2003-2004. Il joue trente-quatre matchs de la saison et inscrit douze points alors que le Metallourg termine à la première place du classement de la saison régulière . Au cours de la saison, entre fin décembre et début janvier, Malkine est sélectionné pour jouer le championnat du monde junior et la Russie termine à la cinquième place . Cependant le Metallourg perd en finale des playoffs contre l'Avangard Omsk et Malkine est blessé au cours de la phase finale mais est tout de même sacré meilleur espoir de la Superliga. Peu de temps après la fin de la saison, il est une nouvelle fois sélectionné avec la Russie pour le championnat du monde moins de 18 ans. La Russie termine en tête de sa poule en première place et remportent la médaille d'or du championnat en battant les Américains en finale, 3 buts à 2. Avec huit points d'inscrits, il est une nouvelle fois neuvième pointeur de la compétition.
Au cours de l'été qui suit, Malkine est choisi lors du repêchage d'entrée de 2004 de la Ligue nationale de hockey par les Penguins de Pittsburgh. Il est le premier choix des Penguins et le deuxième joueur choisi de tout le repêchage juste après son compatriote Ovetchkine.

#### Les premières sélections en équipe nationale (2004-2005)

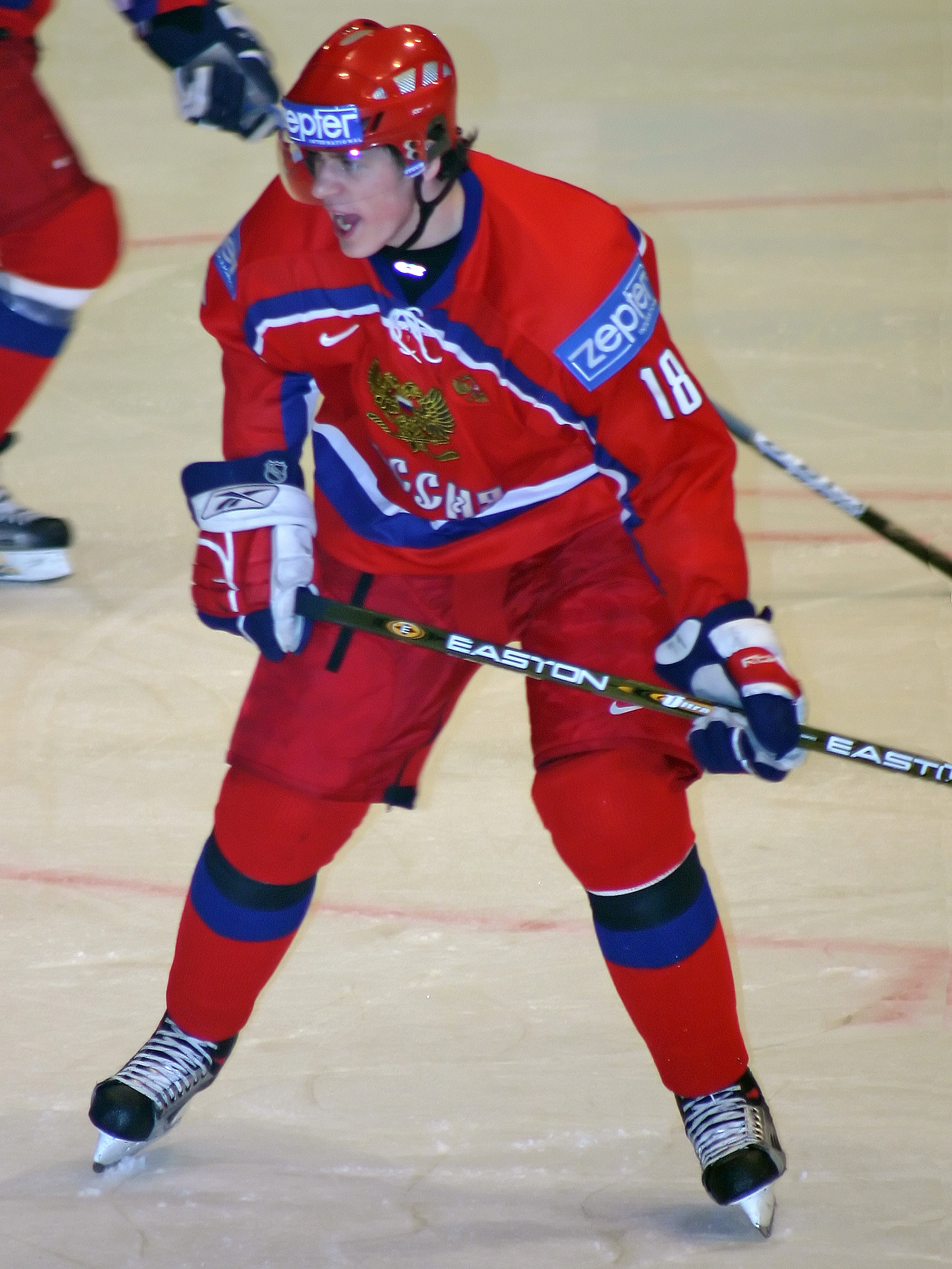
Malkine avec l'équipe de Russie lors du championnat du monde 2005 à Vienne.

Malkine est contraint de rester jouer en Russie pour la saison 2004-2005, celle de la LNH étant annulée en raison d'un lock-out. Les équipes de Superliga profitent alors de renforts de joueurs habituels de la LNH. En décembre, Malkine joue le championnat du monde junior 2005 et aide son pays à accéder à la finale. Les Russes perdent face au Canada, emmené par Sidney Crosby et Patrice Bergeron, sur le score de 6-1. Au cours du tournoi, Malkine inscrit trois buts en plus de compter sept points et termine ainsi sixième pointeur du tournoi, un point de moins qu'Ovetchkine meilleur pointeur de Russie et troisième au classement général ; Bergeron se classe meilleur pointeur avec treize réalisations. Fin juillet, Sidney Crosby sera choisi par les Penguins lors du repêchage de la LNH en tant que premier choix.
À la fin de la saison régulière de la Superliga, l'équipe du Metallourg termine à la troisième position de la saison régulière. Malkine et ses coéquipiers jouent au premier tour contre Omsk mais perdent 3 matchs à 2. Malkine connaît fin avril sa première compétition officielle internationale senior en jouant avec l'équipe de Russie au championnat du monde qui se joue à Vienne en Autriche. Les Russes terminent deuxièmes du groupe A en première phase derrière la Slovaquie, à égalité de points mais avec moins de buts inscrits. Les Russes éliminent la Finlande mais chutent demi-finale, une nouvelle fois contre le Canada. Ils remportent finalement la médaille de bronze en battant la Suède.

#### Dernière saison en Russie (2005-2006)

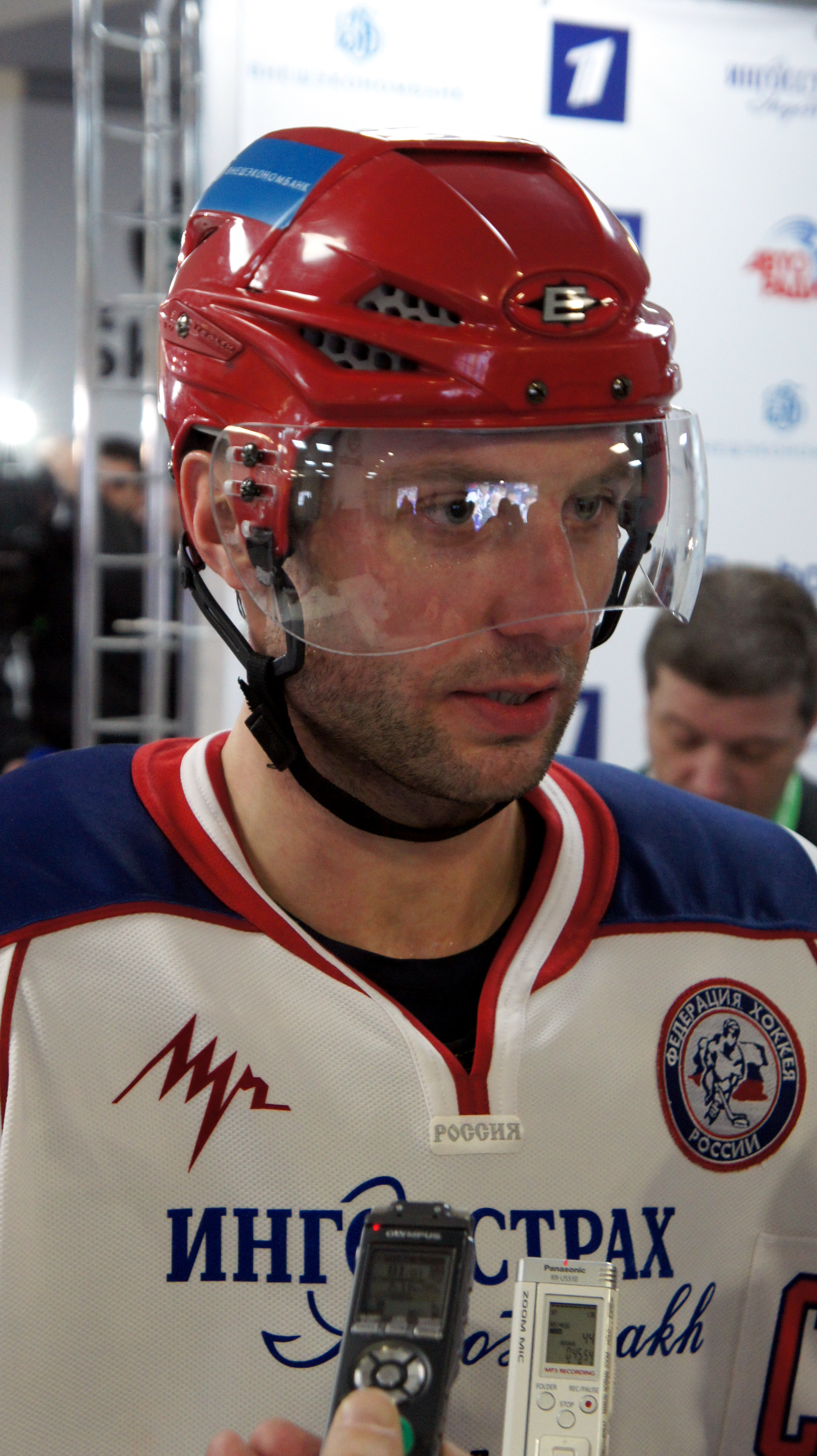
Alekseï Morozov termine devant Malkine au titre des pointeurs en 2005-2006.

En 2005-2006, Malkine décide de jouer encore une saison en Russie , préparant son arrivée en Amérique du Nord, puisque le staff de son équipe promet verbalement de le soutenir dans son départ s'il joue encore une saison pour le Metallourg . Il est un des cadres de l'équipe qui termine en tête du classement et en décembre 2005, la question se pose de savoir s'il doit jouer le championnat du monde junior. En effet, ni son club ni le sélectionneur de l'équipe nationale pour les Jeux olympiques d'hiver, Vladimir Krikounov, ne souhaitent le voir évoluer dans le championnat junior et augmenter fatigue et risque de blessure. Finalement, la fédération accède à la demande de l'entraîneur de l'équipe junior, Sergueï Mikhaliov, et à celle de Malkine qui peut prendre part au championnat qui se joue au Canada. La Russie ne concède aucune défaite lors de la première phase et est qualifiée directement pour les demi-finales. Ils y battent les Américains 5 buts à 1 et accèdent à la finale contre le pays organisateur. Marc Staal et Ryan Parent sont chargés de contrôler le capitaine de la Russie, Malkine, pour la finale et ils réussissent leur mission puisque pour la première fois du tournoi, il n'inscrit pas un point du match et les Canadiens l'emportent 5-0. Malkine finit meilleur attaquant du tournoi et également dans l'équipe étoiles du tournoi selon la presse alors qu'il est le deuxième pointeur derrière Phil Kessel.
De retour en Superliga, Malkine continue de jouer un rôle important pour son équipe et totalise à la fin du calendrier quarante-sept points, le troisième meilleur total de la ligue, derrière Sergueï Moziakine qui compte cinquante-deux points et Alekseï Morozov quarante-huit. Le championnat prend fin en février afin de laisser place aux Jeux de Turin en Italie. Malkine est un des joueurs sélectionnés pour participer au tournoi olympique. Les joueurs Russes terminent deuxième de la première phase, laissant la première place aux Slovaques qui comptent cinq victoires en autant de matchs. En quart-de-finale, Malkine reçoit une pénalité de match contre le Canada après avoir esquissé un geste du patin vers Vincent Lecavalier tombé sur la glace. Il reçoit par la suite une suspension ce qui met fin à son tournoi alors que la Russie perd en demi-finale 4-0 contre la Finlande.
De retour en Russie, son équipe se qualifie et il joue les séries. Malgré son apport offensif, le Metallourg est éliminé en demi-finale. Il finit une nouvelle fois troisième meilleur pointeur des play-offs. Il finit tout de même la saison assez fatigué par l'enchaînement de matchs aussi bien avec le Metallourg qu'avec l'équipe nationale.

#### Le départ de Russie
Le 7 août 2006, le président du club de Magnitogorsk, Viktor Rashnikov, parvient à convaincre Malkine de jouer encore pour la saison 2006-2007 et il est prévu qu'il devienne agent libre le 1er mai 2007. Le lendemain, l'agent de Malkine, J. P. Barry, affirme que son client souhaite jouer dans la LNH pour la saison 2006-2007 et que Malkine n'aurait pas assisté à la réunion avec Rashnikov. Peu de temps après, Malkine est censé rejoindre son équipe pour un camp d'entraînement en Finlande mais le 13 août, il est annoncé que le jeune joueur manque à l'appel et a disparu. Il reste enfermé 5 jours dans une chambre d'hôtel, en attente d'un visa pour les États-Unis. En effet, il expliquera plus tard que le directeur général du club Gennady Velichkine avait confisqué son passeport et refusait de lui rendre . Dans le même temps, un fax arrive à Magnitogorsk dans lequel Malkine annonce qu'il démissionne de l'équipe avec un préavis de deux semaines, conformément à la réglementation russe ; la direction de l'équipe annonce le lendemain qu'elle considère le fax comme une contrefaçon.
Finalement, le 18 août, Malkine réapparaît à Los Angeles où il patine en compagnie de joueurs des Kings de Los Angeles et il y donne une interview où il affirme qu'il n'a signé sa prolongation de contrat que sous la contrainte des dirigeants à trois heures du matin,.
Du côté de Pittsburgh, Ray Shero, directeur général de la franchise, intervient en communiquant pour la première fois depuis le début de l'affaire en une courte déclaration affirmant que c'est la première fois que l'équipe a des nouvelles du joueur et qu'ils vont attendre le moment approprié pour s'assoir autour d'une table avec Malkine pour discuter ensemble de l'avenir.
Il arrive pour la première fois dans la ville de Pittsburgh et signe son contrat le 5 septembre avec les Penguins, représentés par une de ses idoles de jeunesse, Mario Lemieux. Selon les propos de Lemieux, le seul défaut de Malkine réside dans le fait qu'il ne parle pas anglais, il doit alors se débrouiller avec un traducteur. Finalement, Sergueï Gontchar accueille Malkine chez lui afin de l'aider à s'intégrer dans la ville de Pittsburgh et en Amérique du Nord.
L'affaire Malkine n'en reste pas là puisque le 15 septembre, la Fédération de Russie de hockey sur glace interdit à Malkine de jouer dans la LNH ou en Russie mais cet arbitrage est remis en question par les officiels de la LNH trois jours plus tard. Le 19 octobre, les dirigeants de son ancienne équipe attaquent la LNH auprès de l’United States District Court sur le principe de la loi Sherman Antitrust Act.
Finalement, le 15 novembre, le juge américain chargé du dossier, Loretta Preska, annonce que la Cour suprême des États-Unis rejette l'appel du Metallourg et autorise Malkine à continuer sa carrière dans la LNH avec les Penguins. Le Metallourg fait appel de la décision mais finalement, celle-ci est confirmée en appel début février 2007.

### La Ligue nationale de hockey

#### La première saison dans la LNH (2006-2007)

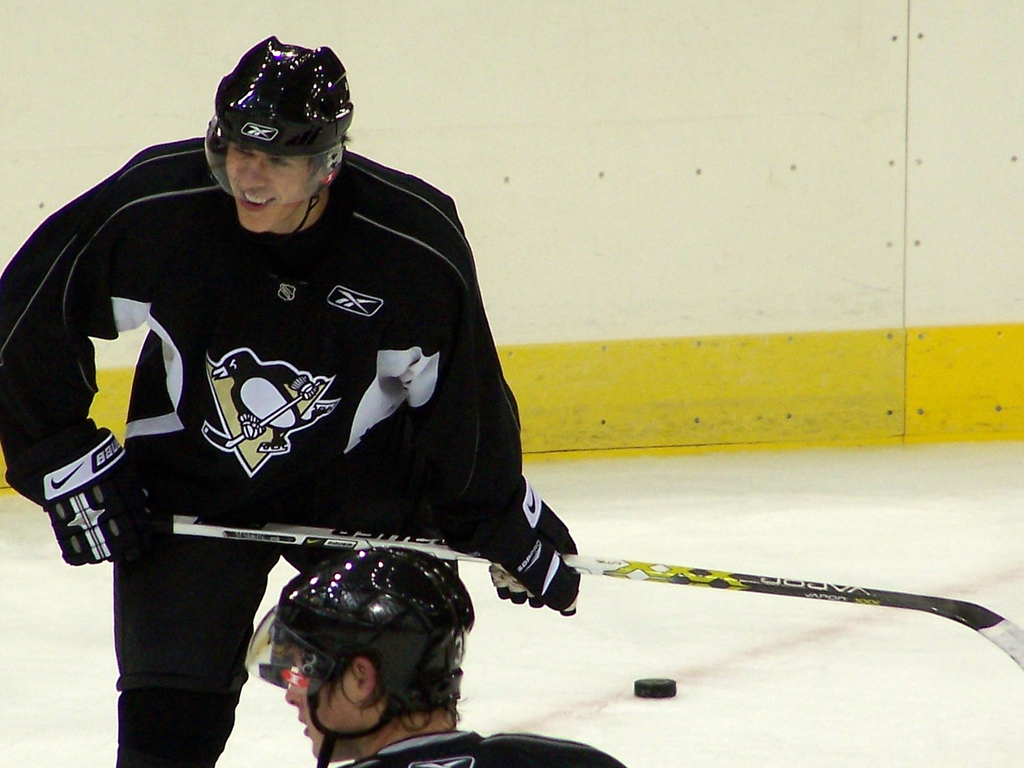
Malkine lors des entraînements de pré-saison avec les Penguins de Pittsburgh en 2006.

Entretemps, le 8 septembre, Malkine entre pour la première fois sur la glace de la patinoire du Mellon Arena en compagnie des autres recrues  des Penguins dont Jordan Staal, deuxième choix du repêchage de 2006. Malkine joue son premier match de pré-saison le 20 septembre contre les Flyers de Philadelphie mais lors de la rencontre, il se blesse en rentrant en collision avec son coéquipier John LeClair et tombe lourdement sur son épaule. Cette blessure lui impose de rater les quatre premiers matchs de la saison et affecte son moral, après un départ de Russie compliqué : « I think it's maybe the hardest moment in my life, because I come to the U.S., it's all new - the game, practice ... I talked to the doc and he said it's not an easy injury, you can do surgery or you can hold off, it's your choice. I'm sitting in the locker room and thinking, whoa, maybe I should go back to Russia. »,.
Il fait ainsi ses débuts le 18 octobre contre les Devils du New Jersey, une défaite 2-1. Il profite tout de même de la rencontre pour ouvrir son compteur en inscrivant son premier but sur une passe de Mark Recchi , contre le futur membre du Temple de la renommé, Martin Bordeur.
Il continue d'impressionner en inscrivant un but lors des six matchs suivants. Il devient le premier joueur de l'histoire de la LNH à marquer un but à chacun de ses six premiers matchs en 89 ans, soit depuis la première saison de la ligue où Joe Malone, Cy Denneny et Édouard « Newsy » Lalonde avaient marqué au moins un but pour les six premiers matchs .
Malkine continue sa bonne première saison et est nommé recrue du mois en octobre et en novembre. À l'occasion du 55e Match des étoiles de la LNH, il est sélectionné pour jouer le match des recrues, en compagnie de ses coéquipiers Ryan Whitney et de Jordan Staal alors que Sidney Crosby est sélectionné pour le grand match. Il ne brille pas pour autant dans le Match des étoiles mais connaît une bonne fin de saison avec les Penguins, en réalisant une série de quatorze matchs à domicile avec au moins un point par match, un record pour l'équipe.
Avec trente-trois buts, cinquante-deux passes décisives et donc quatre-vingt-cinq points, il finit deuxième meilleur buteur et pointeur des Penguins derrière Crosby. Au niveau des recrues de la LNH, il est le meilleur buteur, passeur, pointeur et également meilleur buteur et pointeur lors des supériorités numériques. Dans le même temps, Crosby finit meilleur pointeur de la saison pour toute la LNH avec cent-vingt points et il faut remonter à la saison 1959-1960 pour voir une équipe posséder dans ses rangs le meilleur pointeur de la saison et la meilleure recrue,.
Les Penguins parviennent à se qualifier pour les séries éliminatoires de la Coupe Stanley pour la première fois depuis 2001 mais l'équipe perd au premier tour contre les Sénateurs d'Ottawa. Le 2 mai, les joueurs en lice pour les différents trophées sont annoncés par la LNH et Malkine est en concurrence pour le trophée Calder, récompensant la meilleure recrue, avec son coéquipier Staal et avec Paul Stastny, le fils de l'ancienne vedette des années 1980 des Nordiques de Québec, Peter Šťastný. Finalement, le 14 juin, Crosby est mis en avant en remportant trois trophées et Malkine remporte le trophée Calder. Staal et Malkine sont désignés membres de l'équipe d'étoiles des recrues de la LNH.
La saison n'est pas finie pour Malkine qui rejoint avec Gontchar la sélection nationale en Russie pour jouer le championnat du monde. Il inscrit un but lors de la victoire 9-1 contre le Danemark sur une passe de Gontchar  alors que l'équipe remporte les deux rencontres suivantes et se classe en tête de sa poule de la première phase. Il inscrit également un but lors du dernier match de la deuxième phase contre la Suède, une victoire 4-2. Les Russes sont toujours premiers de leur poule à la fin de la deuxième manche et ils battent les Tchèques lors du quart-de-finale. La Russie se qualifie grâce à un blanchissage d'Aleksandr Ieriomenko lors de la victoire 4-0 avec deux buts inscrits par Malkine. Il inscrit également le premier but de la demi-finale jouée contre la Finlande mais finalement, l'équipe locale est éliminée en perdant en prolongation deux buts à un. Malkine et les siens remportent la médaille de bronze du tournoi en disposant des Suédois 3-1 alors que Malkine est mis en avant en étant nommé dans l'équipe type du tournoi selon les journalistes en compagnie du gardien Kari Lehtonen (Finlande), Andreï Markov (Russie) et Petteri Nummelin (Finlande) en défense et enfin Rick Nash (Canada) et Alekseï Morozov (Russie) en attaque.

#### La première finale de Coupe Stanley (2007-2008)

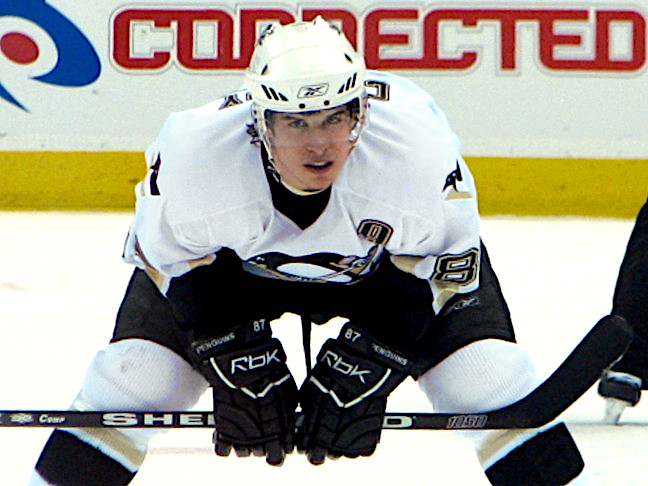
Depuis 2006, Sidney Crosby (ici en photographie) et Malkine sont coéquipiers avec l'équipe des Penguins de Pittsburgh.

De retour en Amérique du Nord, Malkine commence la saison 2007-2008 toujours sur le même rythme de buts et de points et le 30 octobre, il inscrit son centième point de sa carrière en LNH. Une semaine plus tard, il est sur la liste des joueurs potentiels pour jouer le 56e Match des étoiles en compagnie de Crosby et de Whitney. Le 3 janvier 2008, alors que son équipe remporte un match 6-2 contre les Maple Leafs de Toronto, il inscrit son premier coup du chapeau dans la LNH puis son deuxième onze jours plus tard contre les Rangers de New York. Non sélectionné dans un premier temps pour jouer le Match des étoiles, il profite d'une blessure de son coéquipier et nouveau capitaine, Crosby, pour finalement être appelé .
Le 22 mars 2008, Malkine devient le douzième joueur de l'histoire des Penguins à dépasser la barre des 100 points en une saison à la suite d'une victoire 7 buts à 1 et trois points de sa part. Il suit alors les traces de Pierre Larouche, Jean Pronovost, Mario Lemieux, Paul Coffey, Rob Brown, Mark Recchi, Kevin Stevens, Rick Tocchet, Ron Francis, Jaromír Jágr et de Crosby. Sidney Crosby manque un total de vingt-huit matchs mais en son absence, les Penguins tirent très bien leur épingle du jeu avec seize victoires, huit défaites et quatre défaites en fusillade. Crosby en moins, Malkine accroît son temps de jeu et se hisse au sommet des pointeurs de la LNH. L'entraineur de l'époque, Michel Therrien, pousse Malkine à prendre une place de leader et à viser plus haut. Il dira plus tard : « Pour moi Geno était comme Sid. Ils étaient spéciaux. »
Au cours de l'absence du capitaine de l'équipe, Ray Shero, directeur général de l'équipe, fait venir dans l'effectif de l'équipe Marián Hossa et Pascal Dupuis afin de renforcer celle-ci sur les ailes et les résultats suivent puisque l'équipe se qualifie une nouvelle fois pour les séries en décrochant la première place de la division Atlantique. Malkine termine meilleur pointeur de l'équipe avec un total de 106 points contre 72 pour Crosby. Répondant au challenge de l'absence de Crosby et la mise en avant de son entraineur, il s'élève de la 13e place à la seconde au classement de la LNH, six points derrière Ovetchkine,.

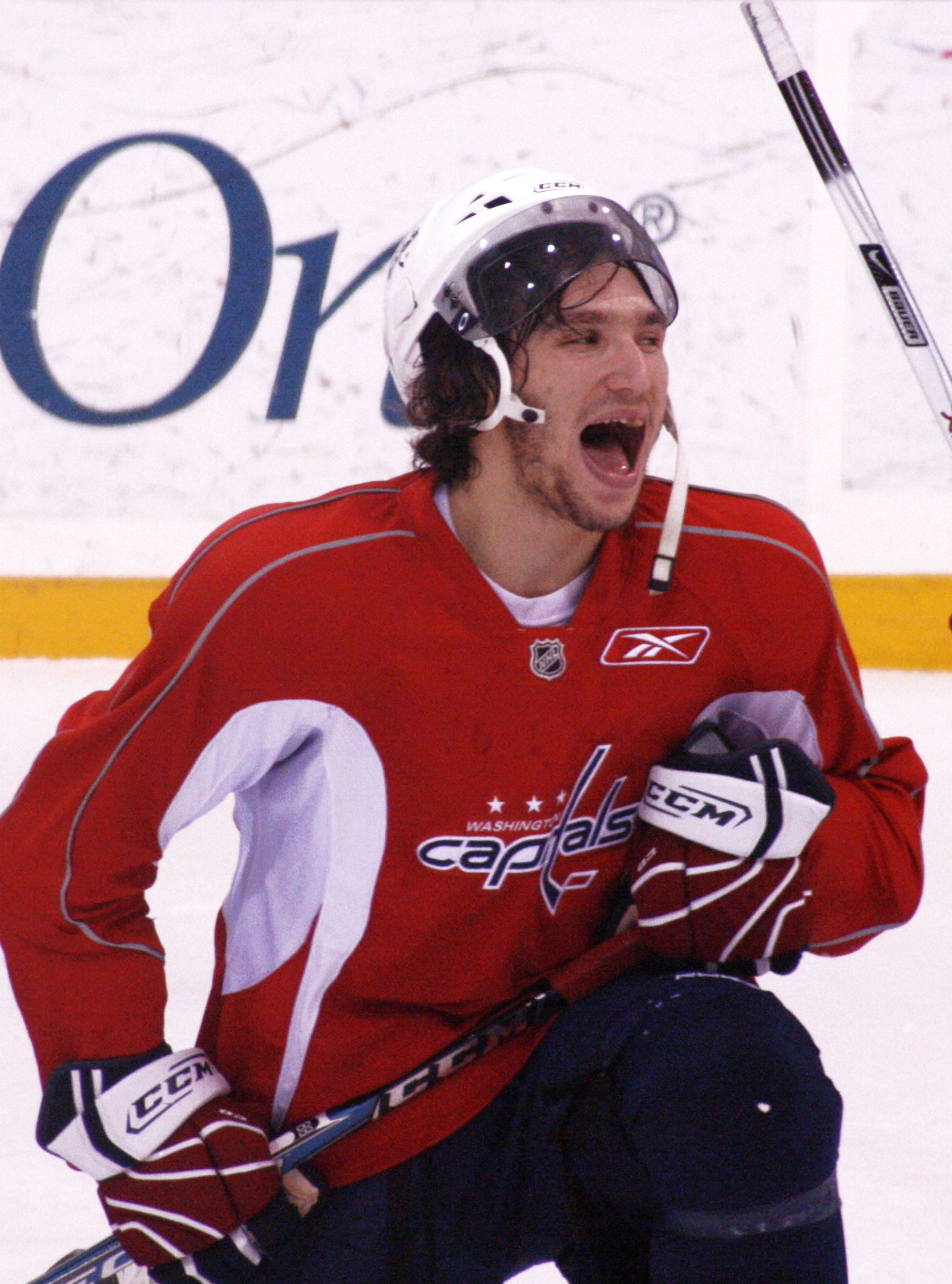
En 2007-2008, Aleksandr Ovetchkine remporte de nombreux trophées de la LNH.

Les Penguins parviennent en finale de la Coupe Stanley en battant tour à tour les Sénateurs d'Ottawa, 4 matchs à 0, les Rangers de New York, 4-1 et enfin les Flyers de Philadelphie, également en cinq matchs. Ils rencontrent en finale de la coupe les Red Wings de Détroit, champions de la saison régulière. Les deux premiers matchs sont joués à Détroit et Chris Osgood blanchit à deux reprises les Penguins 4-0 et 3-0. Pittsburgh reprend espoir en gagnant la troisième rencontre 3-2 mais ils concèdent la défaite lors de la quatrième date. Lors du cinquième match, trois prolongations sont nécessaires et un but de Petr Sýkora pour voir les Penguins l'emporter. Finalement, les Red Wings gagnent lors du sixième match sur la glace de Pittsburgh et remportent leur onzième Coupe Stanley.
Le 29 avril, la LNH annonce les noms des trois joueurs finalistes pour chaque trophée et Malkine est mis en avant en étant sur la liste pour les trophées Hart et Lester-B.-Pearson. Ces trophées récompensent tous les deux le meilleur joueur de la saison, le premier selon la presse et le second selon les autres joueurs de la LNH via le vote de l'Association des joueurs de la Ligue nationale de hockey. Pour les deux trophées, Aleksandr Ovetchkine et Jarome Iginla sont les autres joueurs pressentis. Finalement le 12 juin, les trophées sont remis aux joueurs et entraîneurs et Ovetchkine en remporte quatre à lui tout seul dont les trophées de meilleur joueur. Malkine a tout de même l'honneur d'être sélectionné aux côtés d'Ovetchkine et d'Iginla dans l'équipe type de la saison. En compagnie de Ievgueni Nabokov, Nicklas Lidström et Dion Phaneuf, il est le seul Penguin récompensé sur l'année par un honneur de la LNH. Le 2 juillet, Malkine signe une extension de contrat avec les Penguins pour cinq ans.

#### La Coupe Stanley (2008-2009)

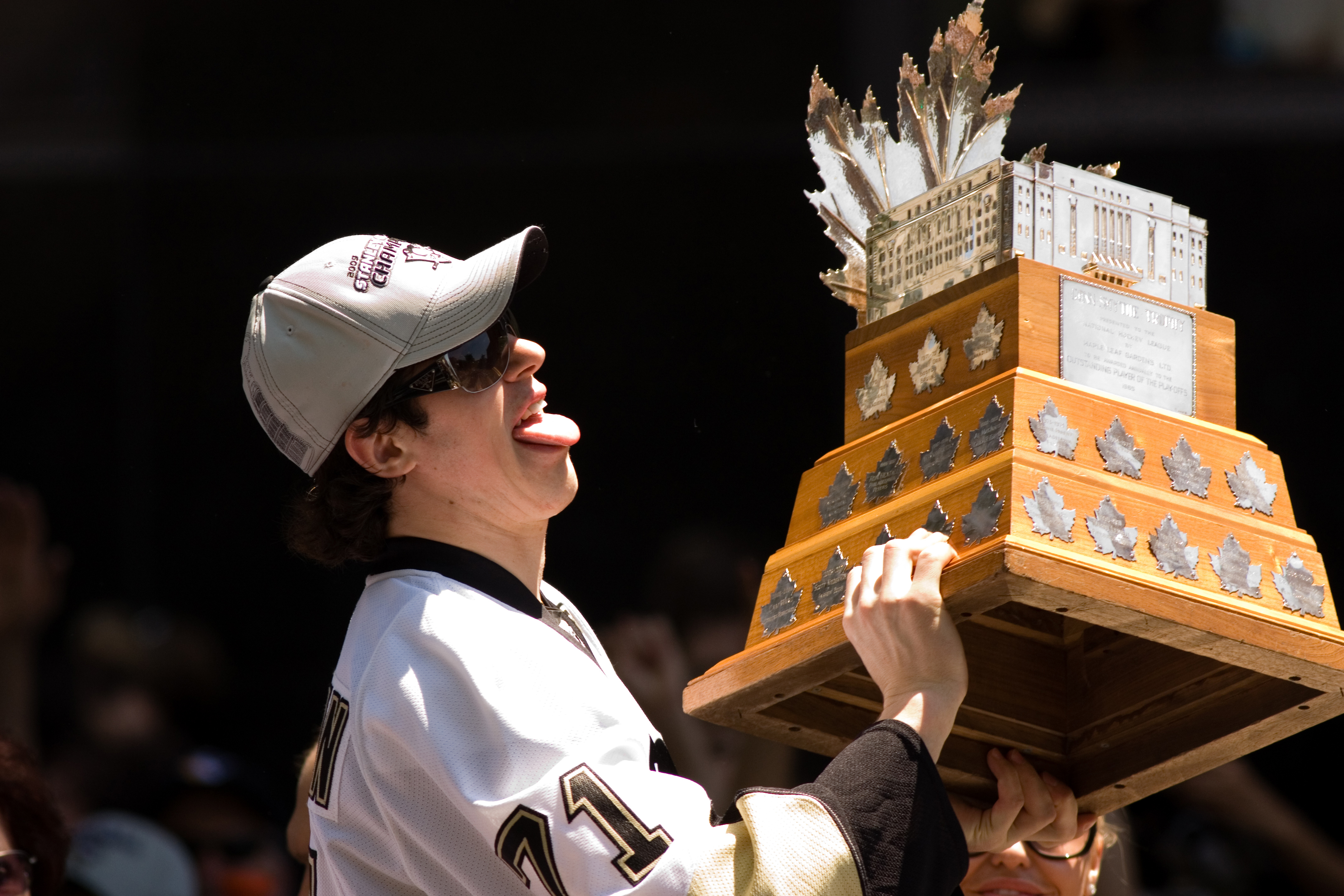
Malkine et le trophée Conn-Smythe en 2009.

Dès la saison suivante, il remporte le trophée Art-Ross remis au meilleur pointeur en saison régulière avec un total de 113 points. Dix ans plus tard, Malkine considère cette année comme sa meilleure saison , sans aucune blessures et avec une ligne constituée de Max Talbot et Petr Sykora qui fonctionnait bien.
En séries, les Penguins éliminent au premier tour les Flyers en six matchs. Au tour suivant, Dupuis et ses coéquipiers affrontent les Capitals de Washington emmenés par Ovetchkine. La série se prolonge jusqu'au septième match grâce à notamment une prestation de Semion Varlamov dans les buts des Capitals ainsi qu'aux talents offensifs de Crosby et Ovetchkine ; le septième match décisif a lieu dans la salle de Washington et après 31 minutes de jeu, les Penguins mènent déjà 5-0. Ils remportent le match et la qualification sur le score de 6 buts à 2.
La finale de conférence est jouée contre les Hurricanes de la Caroline mais ces derniers perdent totalement pied en étant éliminés en quatre matchs. Contrairement à la saison précédente et à la superstition de la LNH, Crosby en accord avec le vétéran Bill Guerin décide de toucher le trophée Prince de Galles remis au champion de la conférence. Les Penguins retrouvent les champions en titre en finale de la Coupe Stanley, les Red Wings de Détroit. Après les deux premières rencontres et deux défaites de Pittsburgh 1-3, la finale semble prendre le même chemin que la saison passée mais les Penguins gagnent les deux matchs chez eux 4-2. Osgood blanchit les Penguins lors de la cinquième date, 5-0, puis Pittsburgh gagne 2-1 le sixième match. La finale se joue donc au terme d'un septième match joué à Détroit le 12 juin et Malkine soulève la Coupe Stanley à la suite d'une victoire 2-1 des siens grâce à un doublé de Talbot. Il inscrit 36 points et remporte ainsi le trophée Conn-Smythe remis au meilleur joueur des séries éliminatoires devenant le premier joueur d'origine russe à remporter ce trophée et le quatrième plus jeune à l'âge de 22 ans .

#### Blessures et fin de saison (2010-2011)
Alors que Crosby est absent en raison d'un syndrome post-commotionnel depuis fin janvier, Malkine revient au jeu le 4 février 2011, après avoir manqué quatre matchs sur blessure. Jouant contre les Sabres de Buffalo, il reçoit une mise en échec contre la rambarde de la patinoire et se déchire deux ligaments du genou. Cinq jours plus tard, le directeur général des Penguins annonce que Malkine doit être opéré et doit observer six mois d'arrêt, manquant ainsi la fin de la saison . Les Penguins sont ainsi privés de leurs deux meilleurs pointeurs pour la fin de la saison. Sélectionné par le vote des fans pour assister au match des étoiles, il sera remplacé par Jeff Skinner .
Malkine se jette dans une rééducation intensive et mobilise l'entraineur physique des Penguins, Mike Kadar, qu'il fait venir à Moscou durant l'inter-saison. Bien que le temps moyen de récupération soit de 18 mois, il arrive à être prêt pour le camp d'entrainement d'octobre, soit 8 mois plus tard . Il manque tout de même sept matchs au démarrage de la saison, après avoir eu quelques problèmes cicatriciels.

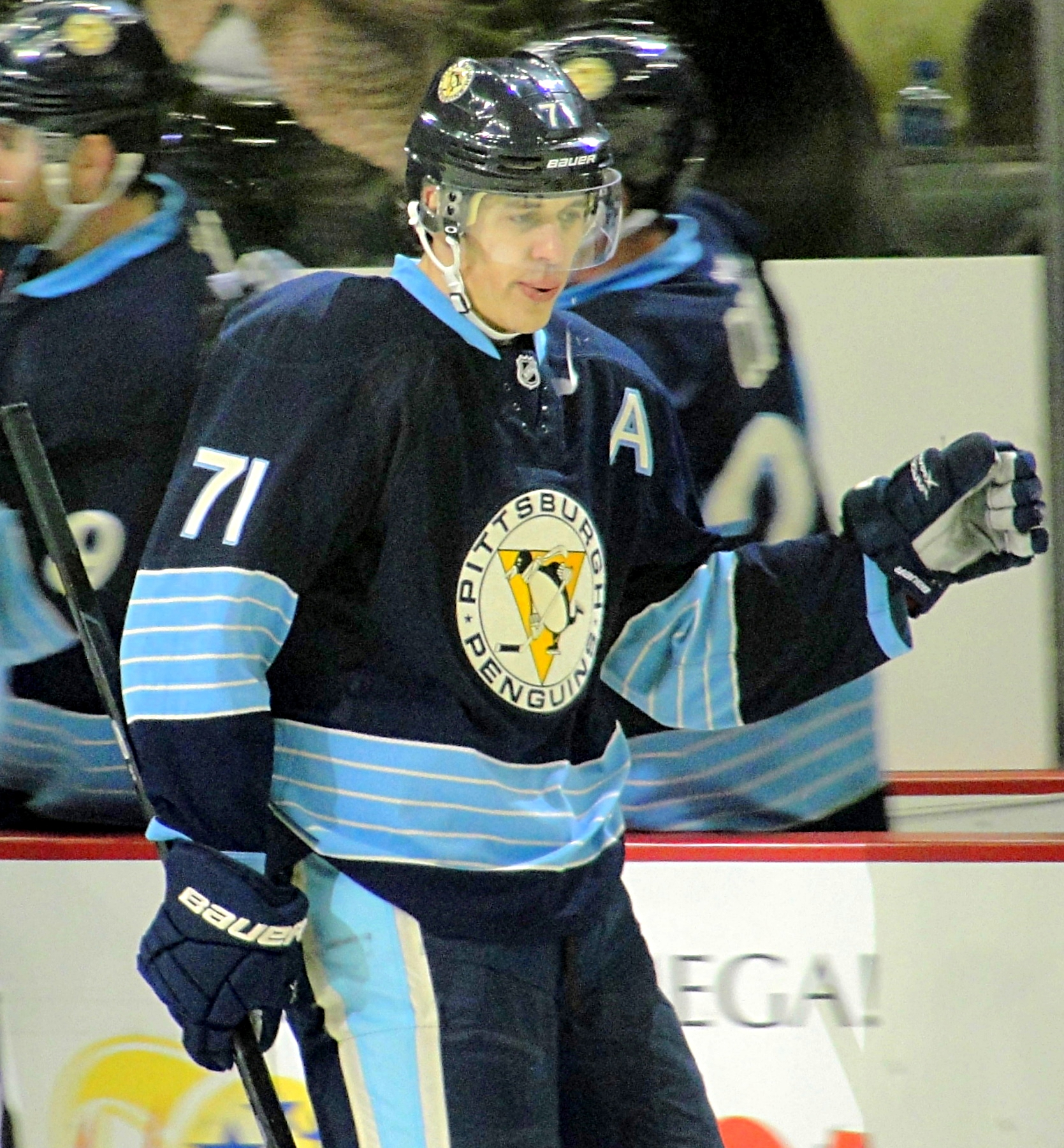
Malkine en 2012.

#### La consécration (2011-2012)
Lors de la saison 2011-2012, Malkine atteint pour la première fois de sa carrière la barre des 50 buts pour un total de 109 points en 75 matchs. Il évolue au sein d'une ligne composée de Chris Kunitz et James Neal qui produit lui-même 40 buts, une grande partie sous l'assistance de Malkine. Il termine la saison meilleur pointeur de la LNH et deuxième meilleur buteur derrière Steven Stamkos qui compte 60 buts. En absence de Crosby, toujours en proie à ses problèmes de commotion de la saison précédente, Malkine maintient les Penguins en haut de l'affiche de la LNH et les aide à se qualifier pour les séries. Au premier tour, ils affrontent les Flyers de Philadelphie et, malgré le retour de Crosby, ils sont éliminés sur le score de 4-2. Néanmoins Malkine remporte trois trophées : le trophée Art-Ross, le trophée Ted-Lindsay qui remplace le trophée Lester-B.-Pearson et enfin le trophée Hart.
À la suite de l'élimination de son équipe, Malkine rejoint la sélection nationale pour le championnat du monde. Il gagne la médaille d'or en finissant meilleur pointeur avec 19 points en 10 matchs dont 11 buts et est élu meilleur joueur de la compétition par les médias.

#### Retour en Europe et nouveau contrat (2012-2013)
Après l'échec des négociations entre la LNH et le syndicats des joueurs qui force la ligue à décréter un lock-out, Malkine décide de retourner jouer dans son club formateur, le Metallourg Magnitogorsk qui évolue désormais en KHL. Il y retrouve deux autres joueurs de la LNH, Sergueï Gontchar et Nikolaï Kouliomine. Lorsque les négociations aboutissent et la saison de LNH démarre finalement en janvier, Malkine est classé second de la KHL avec 65 points en 37 matchs . Bien qu'il manque la fin de la saison russe, il termine troisième au classement des pointeurs de la saison régulière. Pourtant, une fois de retour à Pittsburgh une commotion cérébrale et une blessure à l'épaule limite Malkine à 31 matchs sur un total de 48 rencontres, pour un score de 33 points. Lors des séries éliminatoires de 2013, les Penguins affrontent les Islanders de New York au premier tour, qu'ils éliminent en six matchs. Malkine inscrit 2 buts et 11 points lors de cette série, participant largement à la victoire. Lors du tour suivant, les Penguins sortent les Sénateurs d'Ottawa en 5 matchs, alors que Malkine inscrit deux buts supplémentaires et 5 points. Pourtant, l'équipe est éliminée en finale d'associations contre les Bruins de Boston en n'arrivant pas à dépasser les deux buts en quatre matchs. 
Dans l'été suivant, Malkine négocie son nouveau contrat avec Ray Shero, directeur général des Penguins. Le 13 juin 2013, il signe un contrat de huit saisons supplémentaires (le maximum autorisé par la ligue) pour un montant de 76 millions de dollars soit un total de 9,5 millions de dollars annuel. Ce contrat démarrant à la saison 2014-2015 retient le joueur russe jusqu'à 2021-2022.

#### De nouvelles blessures (2013-2014)
Lors de la saison 2013-2014 suivante, Malkine manque 22 matchs, sur une succession de blessures au bas du corps le 5 décembre (2 matchs), le 15 décembre (9 matchs) et le 25 mars (11 matchs). Sur les 60 matchs restants, Malkine inscrit 72 points ce qui le classe second de l'équipe derrière Crosby. Entre ses différentes blessures, il est sélectionné pour les Jeux olympiques d'hiver à Sotchi qui se déroule en février, dans son pays natal en Russie. Malheureusement, l'équipe reste en bas du podium avec une cinquième place et uniquement trois points pour Malkine. Lors de son retour au jeu, il est décrit comme « en colère » par ses coéquipiers  et marque un seul but en dix matchs. Finalement, après une conversation à cœur ouvert avec Crosby, il reprend son rendement habituel .
En séries éliminatoires, les Penguins affrontent au premier tour les Blue Jackets qu'ils éliminent en 6 matchs. Malkine n'arrive pas à marquer lors des cinq premières rencontres, ce qui inquiète les fans, sachant que Crosby est lui aussi dans la même situation. Finalement, il renverse la vapeur en inscrivant un coup du chapeau au cours du match 6. Pourtant, Pittsburgh est éliminé dès le tour suivant contre les Rangers de New York en sept matchs, bien que Malkine réalise une bonne performance avec trois buts et sept points. Malkine repart alors en sélection nationale, cette fois pour les championnats du monde en Biélorussie, où il remporte la médaille d'or pour la troisième fois de sa carrière. 

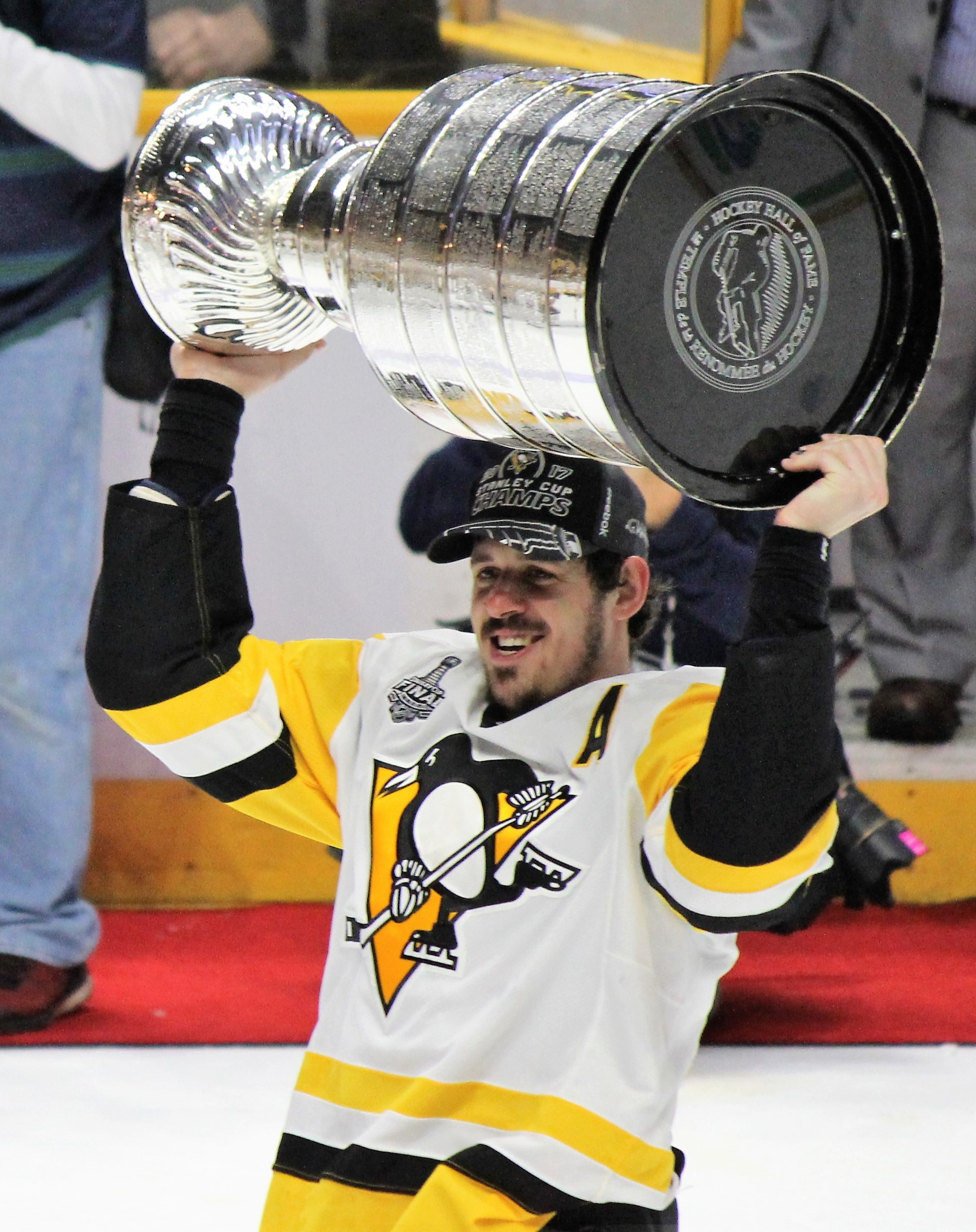
Malkine avec la Coupe Stanley en 2017.

#### Deux nouvelles coupes Stanley: 2016 et 2017
Après une saison 2014-2015 correcte mais où les Penguins sont sortis au premier tour des séries éliminatoires, la saison 2015-2016 s'avère être un nouveau tournant dans la carrière de Malkine. Après un début d'année mitigé, l'équipe change d'entraîneur à la mi-décembre avec l'arrivée de Mike Sullivan et monte en puissance au fil de la saison, se classant deuxième de l'association de l'Est derrière Washington. Pourtant Malkine accuse une blessure en mars, qui le tient hors du jeu pendant 6 à 8 semaines . Cela ne l'empêche pas d'être présent lors des séries, inscrivant 18 points et remportant enfin sa deuxième coupe Stanley. Il devient également père d'un petit garçon  entre le premier et second match de la série finale contre les Sharks de San José. 

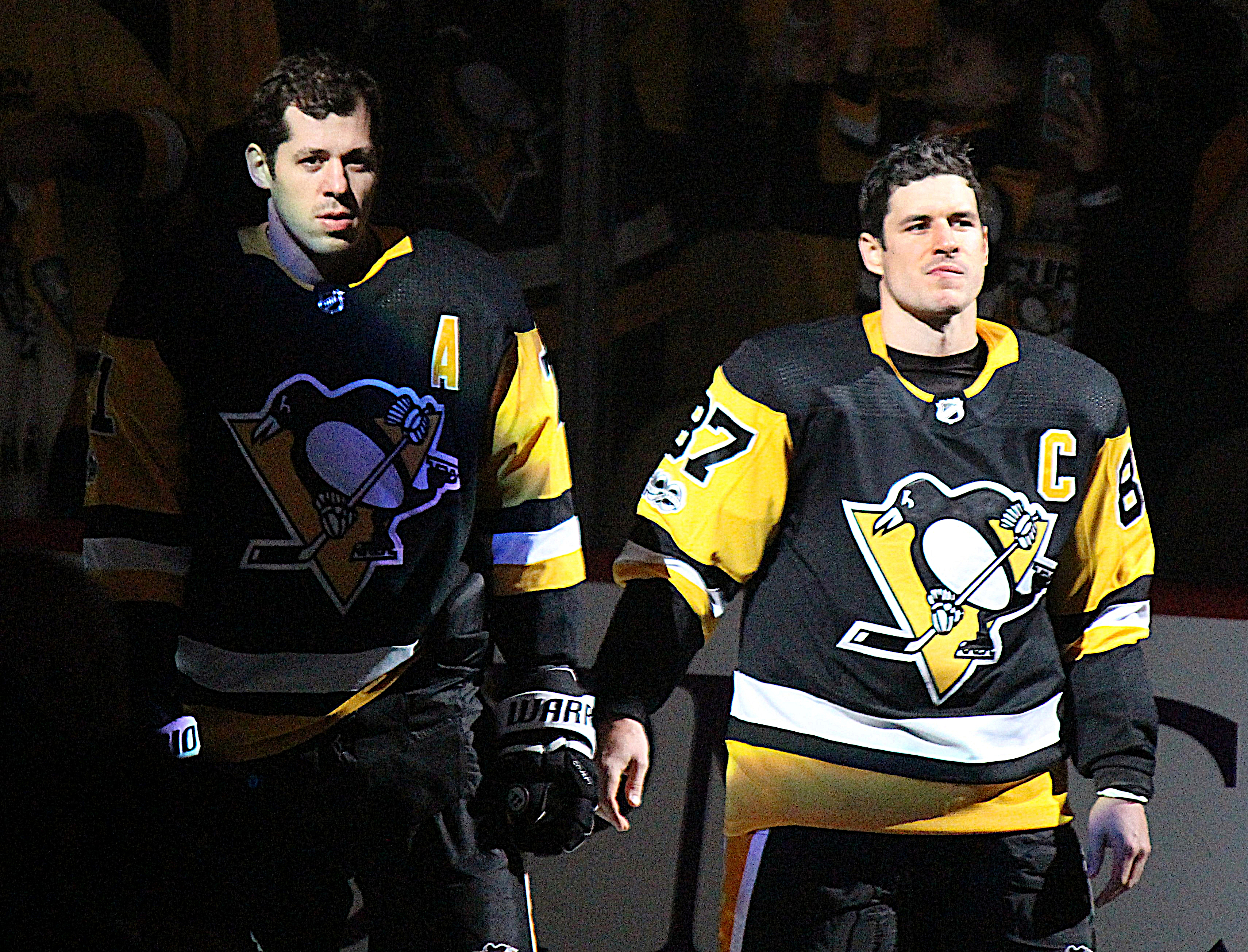
Crosby et Malkine lors de la levée de bannière au début de la saison 2017-2018.

La saison suivante, avec à peu près le même effectif, les Penguins repartent à la conquête de la coupe Stanley. La finale 2017 voit l'opposition contre les Predators de Nashville  et les Penguins remportent une nouvelle Coupe Stanley, la 5e de leur histoire en surprenant les Predators chez eux dans les tout derniers instants d'une rencontre qui semblait s'en aller vers les prolongations. Malkine termine avec 28 points, le plus de points inscrit en série éliminatoire. Grâce à ce sacre, les Penguins réussissent un doublé que la LNH attendait depuis les deux titres des Red Wings de Détroit, en 1997 et 1998. La même année, la ligue publie pour son centennaire le classement des 100 plus grands joueurs de la LNH, établie par un panel de 58 spécialistes du domaine. Malkine est écarté de cette dernière, sous l'incompréhension d'un bon nombre de journalistes, de coéquipiers et de Mario Lemieux lui-même ,.  

#### La barrière des 1000 points
Lors de la saison 2017-2018, Malkine joue pour la première fois plus de 70 rencontres, ce qu'il n'a plus fait depuis 6 ans, subissant chaque année des blessures qui le retiennent plusieurs semaines hors du jeu. En conséquence, il atteint les 98 points en série régulière, approchant les 100 points qu'il n'a plus atteint depuis 6 ans également. Pour autant, les Penguins sont sortis au second tour des séries éliminatoires par l'équipe de Washington, qui remportera la coupe Stanley à l'issue du tournoi. Lors de cette saison Crosby passe la fameuse barre des 1000 points inscrits en saison régulière, Malkine restant un peu moins de 100 points derrière.
Ainsi, le 13 mars 2019 Malkine inscrit son 1000e point, grâce à deux assistances lors d'une victoire 5 à 3 face à Washington  sous les yeux de ses parents et de sa femme, et sous l'ovation du public de la PPG Arena. Pour l'occasion, tout comme Crosby l'année précédente, les Penguins célèbrent cette barre symbolique par différentes vidéos d'anciens coéquipiers, un site internet et une cérémonie au cours de laquelle il reçoit une crosse en argent . À la fin de cette même année, Malkine déclare avoir acquis la double nationalité (russe et américaine) pour des raisons personnelles, son fils étant née aux États-Unis. 

## Statistiques

### Statistiques en club
| Saison     | Équipe                    | Ligue        |                            | Saison régulière           | Saison régulière           | Saison régulière           | Saison régulière           | Saison régulière           |                            | Séries éliminatoires       | Séries éliminatoires       | Séries éliminatoires       | Séries éliminatoires | Séries éliminatoires |
| Saison     | Équipe                    | Ligue        | PJ                         | B                          | A                          | Pts                        | Pun                        | PJ                         | B                          | A                          | Pts                        | Pun                        |                      |                      |
| 2002-2003  | Metallourg Magnitogorsk 2 | Pervaïa Liga | Statistiques indisponibles | Statistiques indisponibles | Statistiques indisponibles | Statistiques indisponibles | Statistiques indisponibles | Statistiques indisponibles | Statistiques indisponibles | Statistiques indisponibles | Statistiques indisponibles | Statistiques indisponibles |                      |                      |
| 2003-2004  | Metallourg Magnitogorsk   | Superliga    | 34                         | 3                          | 9                          | 12                         | 12                         | -                          | -                          | -                          | -                          | -                          |                      |                      |
| 2003-2004  | Metallourg Magnitogorsk 2 | Pervaïa Liga | 2                          | 1                          | 0                          | 1                          | 8                          | -                          | -                          | -                          | -                          | -                          |                      |                      |
| 2004-2005  | Metallourg Magnitogorsk   | Superliga    | 52                         | 12                         | 20                         | 32                         | 24                         | 5                          | 0                          | 4                          | 4                          | 0                          |                      |                      |
| 2004-2005  | Metallourg Magnitogorsk 2 | Pervaïa Liga | 2                          | 1                          | 1                          | 2                          | 2                          | -                          | -                          | -                          | -                          | -                          |                      |                      |
| 2005-2006  | Metallourg Magnitogorsk   | Superliga    | 46                         | 21                         | 26                         | 47                         | 26                         | 11                         | 5                          | 10                         | 15                         | 41                         |                      |                      |
| 2006-2007  | Penguins de Pittsburgh    | LNH          | 78                         | 33                         | 52                         | 85                         | 80                         | 5                          | 0                          | 4                          | 4                          | 8                          |                      |                      |
| 2007-2008  | Penguins de Pittsburgh    | LNH          | 82                         | 47                         | 59                         | 106                        | 78                         | 20                         | 10                         | 12                         | 22                         | 24                         |                      |                      |
| 2008-2009  | Penguins de Pittsburgh    | LNH          | 82                         | 35                         | 78                         | 113                        | 80                         | 24                         | 14                         | 22                         | 36                         | 51                         |                      |                      |
| 2009-2010  | Penguins de Pittsburgh    | LNH          | 67                         | 28                         | 49                         | 77                         | 100                        | 12                         | 5                          | 6                          | 11                         | 6                          |                      |                      |
| 2010-2011  | Penguins de Pittsburgh    | LNH          | 43                         | 15                         | 22                         | 37                         | 18                         | -                          | -                          | -                          | -                          | -                          |                      |                      |
| 2011-2012  | Penguins de Pittsburgh    | LNH          | 75                         | 50                         | 59                         | 109                        | 70                         | 6                          | 3                          | 5                          | 8                          | 6                          |                      |                      |
| 2012-2013  | Metallourg Magnitogorsk   | KHL          | 37                         | 23                         | 42                         | 65                         | 58                         | -                          | -                          | -                          | -                          | -                          |                      |                      |
| 2012-2013  | Penguins de Pittsburgh    | LNH          | 31                         | 9                          | 24                         | 33                         | 36                         | 15                         | 4                          | 12                         | 16                         | 26                         |                      |                      |
| 2013-2014  | Penguins de Pittsburgh    | LNH          | 60                         | 23                         | 49                         | 72                         | 62                         | 13                         | 6                          | 8                          | 14                         | 8                          |                      |                      |
| 2014-2015  | Penguins de Pittsburgh    | LNH          | 69                         | 28                         | 42                         | 70                         | 60                         | 5                          | 0                          | 0                          | 0                          | 0                          |                      |                      |
| 2015-2016  | Penguins de Pittsburgh    | LNH          | 57                         | 27                         | 31                         | 58                         | 65                         | 23                         | 6                          | 12                         | 18                         | 18                         |                      |                      |
| 2016-2017  | Penguins de Pittsburgh    | LNH          | 62                         | 33                         | 39                         | 72                         | 77                         | 25                         | 10                         | 18                         | 28                         | 53                         |                      |                      |
| 2017-2018  | Penguins de Pittsburgh    | LNH          | 78                         | 42                         | 56                         | 98                         | 87                         | 9                          | 4                          | 4                          | 8                          | 16                         |                      |                      |
| 2018-2019  | Penguins de Pittsburgh    | LNH          | 68                         | 21                         | 51                         | 72                         | 89                         | 4                          | 1                          | 2                          | 3                          | 6                          |                      |                      |
| 2019-2020  | Penguins de Pittsburgh    | LNH          | 55                         | 25                         | 49                         | 74                         | 58                         | 4                          | 0                          | 1                          | 1                          | 6                          |                      |                      |
| 2020-2021  | Penguins de Pittsburgh    | LNH          | 33                         | 8                          | 20                         | 28                         | 24                         | 4                          | 1                          | 4                          | 5                          | 8                          |                      |                      |
| 2021-2022  | Penguins de Pittsburgh    | LNH          | 41                         | 20                         | 22                         | 42                         | 24                         | 7                          | 3                          | 3                          | 6                          | 6                          |                      |                      |
| 2022-2023  | Penguins de Pittsburgh    | LNH          | 82                         | 27                         | 56                         | 83                         | 82                         | -                          | -                          | -                          | -                          | -                          |                      |                      |
| 2023-2024  | Penguins de Pittsburgh    | LNH          | 82                         | 27                         | 40                         | 67                         | 70                         | -                          | -                          | -                          | -                          | -                          |                      |                      |
| Totaux LNH | Totaux LNH                | Totaux LNH   | 1 145                      | 498                        | 798                        | 1 296                      | 1 160                      | 177                        | 67                         | 113                        | 180                        | 242                        |                      |                      |

### Statistiques en équipe nationale
| Année | Équipe          | Compétition                  |    | PJ | B | A  | Pts | Pun | +/-                    |  | Résultat |
| 2003  | Russie - 18 ans | Championnat du monde -18 ans | 6  | 5  | 4 | 9  | 2   | +11 | Médaille de bronze     |  |          |
| 2004  | Russie - 20 ans | Championnat du monde junior  | 6  | 1  | 4 | 5  | 0   | +4  | 5e place               |  |          |
| 2004  | Russie - 18 ans | Championnat du monde -18 ans | 6  | 4  | 4 | 8  | 31  | +2  | Médaille d'or          |  |          |
| 2005  | Russie - 20 ans | Championnat du monde junior  | 6  | 3  | 7 | 10 | 16  | +6  | Médaille d'argent      |  |          |
| 2005  | Russie          | Championnat du monde         | 9  | 0  | 4 | 4  | 8   | 0   | Médaille de bronze     |  |          |
| 2006  | Russie - 20 ans | Championnat du monde junior  | 6  | 4  | 6 | 10 | 12  | +5  | Médaille d'argent      |  |          |
| 2006  | Russie          | Jeux olympiques              | 7  | 2  | 4 | 6  | 31  | +5  | 4e place               |  |          |
| 2006  | Russie          | Championnat du monde         | 7  | 3  | 6 | 9  | 6   | +7  | 5e place               |  |          |
| 2007  | Russie          | Championnat du monde         | 9  | 5  | 5 | 10 | 6   | +5  | Médaille de bronze     |  |          |
| 2010  | Russie          | Jeux olympiques              | 4  | 3  | 3 | 6  | 0   | 0   | 6e place               |  |          |
| 2010  | Russie          | Championnat du monde         | 5  | 5  | 2 | 7  | 10  | +6  | Médaille d'argent      |  |          |
| 2012  | Russie          | Championnat du monde         | 10 | 11 | 8 | 19 | 4   | +14 | Médaille d'or          |  |          |
| 2014  | Russie          | Jeux olympiques              | 5  | 1  | 2 | 3  | 2   | +2  | 5e place               |  |          |
| 2014  | Russie          | Championnat du monde         | 4  | 2  | 1 | 3  | 2   | 0   | Médaille d'or          |  |          |
| 2015  | Russie          | Championnat du monde         | 9  | 5  | 5 | 10 | 8   | +8  | Médaille d'argent      |  |          |
| 2016  | Russie          | Coupe du monde               | 4  | 1  | 2 | 3  | 2   | +4  | Défaite en demi-finale |  |          |
| 2019  | Russie          | Championnat du monde         | 10 | 1  | 5 | 6  | 4   | +4  | Médaille de bronze     |  |          |

## Trophées et records

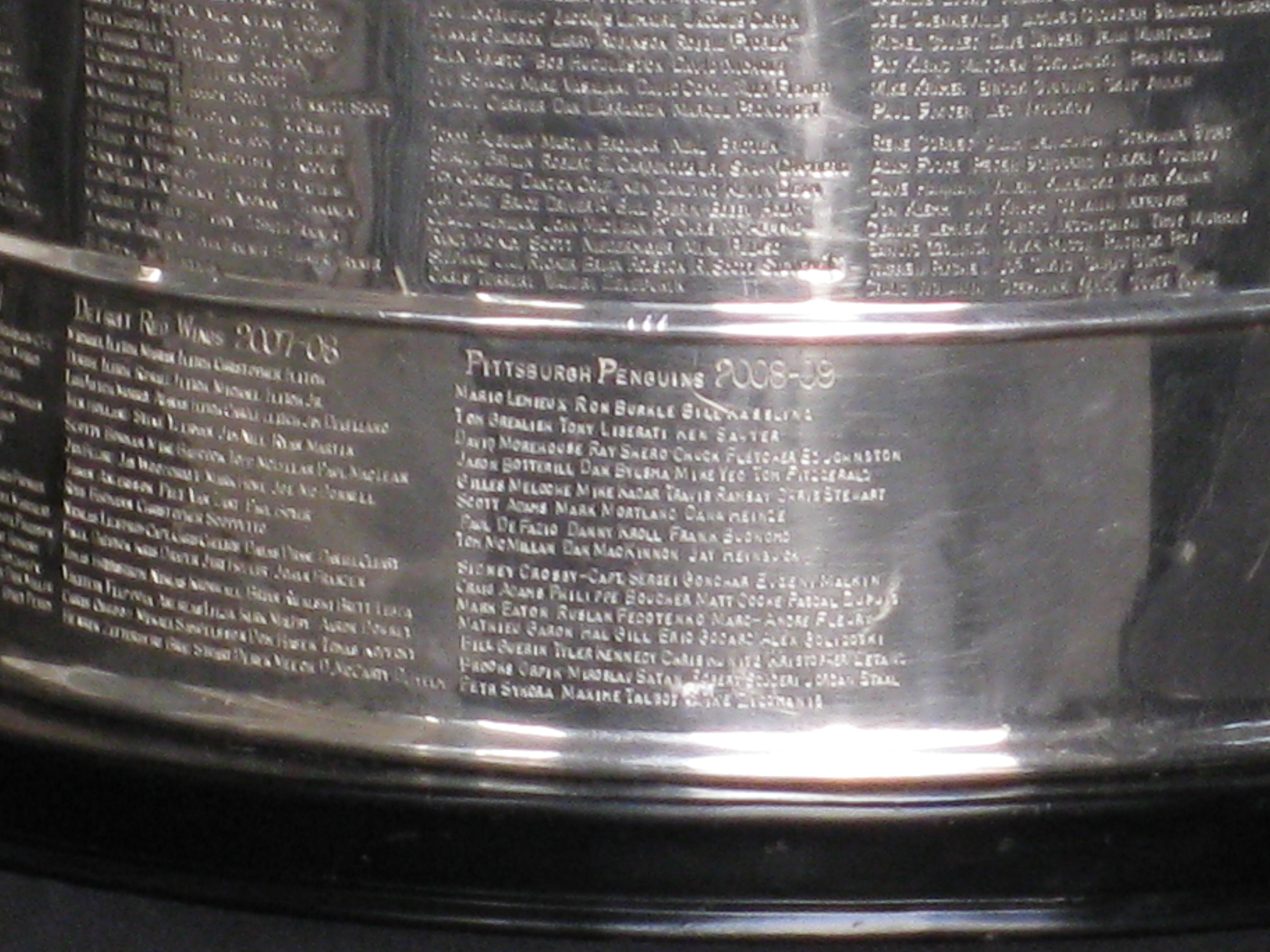
La Coupe Stanley et l'effectif des Penguins gravé.

### Records personnels
- Premier joueur depuis la saison inaugurale de 1917 à inscrire un but lors de ses six premiers matchs en LNH (de octobre à novembre 2006) [113].
- La plus longue série de matchs avec points par un joueur russe en LNH , soit 15 matchs, record qu'il accompli deux fois (il surpasse Dmitri Kvartalnov avec 14 matchs en 1992) [114].
- La plus longue série de matchs avec plusieurs points en série éliminatoire de l'histoire des Penguins de Pittsburgh (du 9 au 23 mai 2009).
- Le premier joueur russe a remporter le trophée Conn-Smythe (2009).

### Trophées en Superliga
- 2003-2004 : recrue de la saison
- 2005-2006 : sélectionné pour le Match des étoiles avec l'équipe Est.

### Trophées dans la Ligue nationale de hockey
- 2006-2007
  - Nommé recrue des mois d'octobre et novembre
  - Sélectionné pour jouer le 55e Match des étoiles avec les jeunes étoiles
  - Vainqueur du trophée Calder
- 2007-2008
  - Sélectionné pour jouer le 56e Match des étoiles
  - Sélectionné dans la première équipe d'étoiles de la LNH
- 2008-2009
  - Sélectionné pour jouer le 57e Match des étoiles
  - Sélectionné dans la première équipe d'étoiles de la LNH
  - Vainqueur du trophée Art-Ross
  - Vainqueur du trophée Conn-Smythe
  - Vainqueur de la coupe Stanley
- 2010-2011
  - Sélectionné pour jouer le 58e Match des étoiles
- 2011-2012
  - Vainqueur du trophée Art-Ross
  - Vainqueur du Trophée Hart
  - Vainqueur du Trophée Ted-Lindsay
  - Sélectionné dans la première équipe d'étoiles de la LNH
- 2014-2015
  - Sélectionné pour jouer le 60e Match des étoiles
- 2015-2016
  - Sélectionné pour jouer le 61e Match des étoiles
  - Vainqueur de la coupe Stanley
- 2016-2017
  - Sélectionné pour jouer le 62e Match des étoiles
  - Vainqueur de la coupe Stanley

### Trophées avec les Penguins de Pittsburgh
- Saison 2006-2007 : recrue de l'année avec Jordan Staal [115].
- Saison 2008-2009, 2009-2010 et 2011-2012: 
  - Meilleur joueur de l'équipe
  - Booster club award, trophée récompensant le joueur qui a gagné le plus d'étoiles à la suite des matchs

### Honneurs internationaux
- Championnats du monde 2003 : nommé dans l'équipe type des médias.
- Championnats du monde 2010 : nommé dans l'équipe type des médias.
- Championnats du monde 2012 :
  - nommé dans l'équipe type des médias
  - meilleur pointeur
  - meilleur attaquant
  - Most valuable player
- Reçoit le trophée Kharlamov en 2012 puis 2017, récompensant le meilleur joueur russe de la saison selon le vote de ses pairs.